# Pomeni imen asteroidov: 22001–23000
Pregled pomenov imen asteroidov (malih planetov) od številke 22001 do 23000, ki jim je Središče za male planete dodelilo številko in so pozneje dobili tudi uradno ime  v skladu z dogovorjenim načinom imenovanja. Pregled je preverjen z Schmadelovim “Slovarjem imen malih planetov” (“Dictionary of Minor Planet Names”). Izvor nekaterih imen je pojasnjen tudi v Okrožnicah centra za male planete (“Minor Planet Circulars” ali MPC). Kadar se pojasnilo najde tudi v reviji “Nebo in teleskop” (Sky and Telescope) (S&T), je to navedeno. 
Pregled pojasnjuje izvor oziroma pomen imen asteroidov, ki ga je priznala Mednarodna astronomska zveza (IAU). Nekateri asteroidi imajo imajo dodatno pojasnilo o izvoru imena, ki pa vedno ni popolnoma zanesljivo (oznaka “†” ali “‡“). Pojasnilo o izvoru imena, ki je označeno z * je potrebno preveriti ali poiskati še v “Slovarju imen malih planetov”.
| Ime                    | Začasna oznaka | Izvor imena |
| 22001–22100            | 22001–22100    | 22001–22100 |
| ---------------------- | -------------- | --- |
| 22002 Richardregan     | 1999 XB42      | Richard Regan, ameriški mentor finalistu na Izzivu kanala Discovery mladim znanstvenikom (Discovery Channel Young Scientist Challenge ali DCYSC) leta 2005 † Arhivirano 2005-10-27 na Wayback Machine. †                                                       |
| 22003 Startek          | 1999 XO42      | Jennifer Startek, v Kanadi rojen mentor finalistu na Izzivu kanala Discovery mladim znanstvenikom (Discovery Channel Young Scientist Challenge ali DCYSC) † Arhivirano 2005-10-27 na Wayback Machine. ‡                                                        |
| 22005 Willnelson       | 1999 XK47      | William Nelson, ameriška mentorka finalistu na Izzivu kanala Discovery mladim znanstvenikom (Discovery Channel Young Scientist Challenge ali DCYSC) leta 2005 † Arhivirano 2005-10-27 na Wayback Machine. ‡                                                    |
| 22038 Margarshain      | 1999 XJ182     | Margaret Shain, ameriški mentorka finalistu na Izzivu kanala Discovery mladim znanstvenikom (Discovery Channel Young Scientist Challenge ali DCYSC) v letu 2005 † Arhivirano 2005-10-27 na Wayback Machine. ‡                                                  |
| 22057 Brianking        | 2000 AE52      | Brian King, ameriški mentor finalistu na Izzivu kanala Discovery mladim znanstvenikom (Discovery Channel Young Scientist Challenge ali DCYSC) leta 2005 † Arhivirano 2005-10-27 na Wayback Machine. ‡                                                          |
| 22063 Dansealey        | 2000 AO99      | Dan Sealey, ameriški mentor finalistu na Izzivu kanala Discovery mladim znanstvenikom (Discovery Channel Young Scientist Challenge ali DCYSC) † Arhivirano 2005-10-27 na Wayback Machine. ‡                                                                    |
| 22064 Angelalewis      | 2000 AQ99      | Angela Lewis, ameriška mentorka finalistu na Izzivu kanala Discovery mladim znanstvenikom (Discovery Channel Young Scientist Challenge ali DCYSC) † Arhivirano 2005-10-27 na Wayback Machine. ‡                                                                |
| 22065 Colgrove         | 2000 AZ99      | Clinton Allen Colgrove, ameriški mentor finalistu na Izzivu kanala Discovery mladim znanstvenikom (Discovery Channel Young Scientist Challenge ali DCYSC) leta 2005 † Arhivirano 2005-10-27 na Wayback Machine. ‡                                              |
| 22079 Kabinoff         | 2000 AU151     | Richard Kabinoff, ameriški mentor finalistu na Izzivu kanala Discovery mladim znanstvenikom (Discovery Channel Young Scientist Challenge ali DCYSC) leta 2005 † Arhivirano 2005-10-27 na Wayback Machine. ‡                                                    |
| 22080 Emilevasseur     | 2000 AS161     | Emile Levasseur, ameriški mentor finalistu na Izzivu kanala Discovery mladim znanstvenikom (Discovery Channel Young Scientist Challenge ali DCYSC) leta 2005 † Arhivirano 2005-10-27 na Wayback Machine. ‡                                                     |
| 22082 Rountree         | 2000 AD165     | Robert Rountree, ameriški mentor finalistu na Izzivu kanala Discovery mladim znanstvenikom (Discovery Channel Young Scientist Challenge ali DCYSC) leta 2005 † Arhivirano 2005-10-27 na Wayback Machine. ‡                                                     |
| 22101–22200            |                | |
| 22102 Karenlamb        | 2000 JR61      | Karen Lamb, ameriška mentorka finalistu Izzivu kanala Discovery mladim znanstvenikom (Discovery Channel Young Scientist Challenge ali DCYSC) leta 2005 † Arhivirano 2005-10-27 na Wayback Machine. ‡                                                           |
| 22109 Loriehutch       | 2000 PJ22      | Lorie Hutchinson, ameriška mentorka finalistu na Izzivu kanala Discovery mladim znanstvenikom (Discovery Channel Young Scientist Challenge ali DCYSC) leta 2005 † Arhivirano 2005-10-27 na Wayback Machine. ‡                                                  |
| 22112 Staceyraw        | 2000 QO181     | Stacey Raw, ameriška mentorka finalistu na Izzivu kanala Discovery mladim znanstvenikom (Discovery Channel Young Scientist Challenge ali DCYSC) leta 2005 † Arhivirano 2005-10-27 na Wayback Machine. ‡                                                        |
| 22120 Gaylefarrar      | 2000 SO102     | Gayle Farrar, ameriška mentorka finalistu na Izzivu kanala Discovery mladim znanstvenikom (Discovery Channel Young Scientist Challenge ali DCYSC) † Arhivirano 2005-10-27 na Wayback Machine. ‡                                                                |
| 22132 Merkley          | 2000 UD21      | Clark Merkley, ameriški mentor finalistu na Izzivu kanala Discovery mladim znanstvenikom (Discovery Channel Young Scientist Challenge ali DCYSC) leta 2005 † Arhivirano 2005-10-27 na Wayback Machine. ‡                                                       |
| 22134 Kirian           | 2000 UA66      | Drew Kirian, ameriški mentor finalistu na Izzivu kanala Discovery mladim znanstvenikom (Discovery Channel Young Scientist Challenge ali DCYSC) leta 2005 † Arhivirano 2005-10-27 na Wayback Machine. ‡                                                         |
| 22137 Annettelee       | 2000 VM15      | Annette Lee, ameriška mentorka finalistu na Izzivu kanala Discovery mladim znanstvenikom (Discovery Channel Young Scientist Challenge ali DCYSC) † Arhivirano 2005-10-27 na Wayback Machine. ‡                                                                 |
| 22138 Laynrichards     | 2000 VD25      | Layne Richards, ameriška mentorka finalistu na Izzivu kanala Discovery mladim znanstvenikom (Discovery Channel Young Scientist Challenge ali DCYSC) leta 2005 † Arhivirano 2005-10-27 na Wayback Machine. ‡                                                    |
| 22139 Jamescox         | 2000 VU28      | James Cox, ameriški mentor finalistu na Izzivu kanala Discovery mladim znanstvenikom (Discovery Channel Young Scientist Challenge ali DCYSC) leta 2005 † Arhivirano 2005-10-27 na Wayback Machine. ‡                                                           |
| 22140 Suzyamamoto      | 2000 VW32      | Suzanne Yamamoto, ameriška mentorka finalistu na Izzivu kanala Discovery mladim znanstvenikom (Discovery Channel Young Scientist Challenge ali DCYSC) leta 2005 † Arhivirano 2005-10-27 na Wayback Machine. ‡                                                  |
| 22142 Loripryor        | 2000 VC37      | Lori Pryor, ameriška mentorka finalistu na Izzivu kanala Discovery mladim znanstvenikom (Discovery Channel Young Scientist Challenge ali DCYSC) leta 2005 † Arhivirano 2005-10-27 na Wayback Machine. ‡                                                        |
| 22143 Cathyfowler      | 2000 VL37      | Cathy Fowler, ameriška mentorka finalistu na Izzivu kanala Discovery mladim znanstvenikom (Discovery Channel Young Scientist Challenge ali DCYSC) leta 2005 † Arhivirano 2005-10-27 na Wayback Machine. ‡                                                      |
| 22144 Linmichaels      | 2000 VM37      | Linda Michaels, ameriška mentorka finalistu na Izzivu kanala Discovery mladim znanstvenikom (Discovery Channel Young Scientist Challenge ali DCYSC) leta 2005 † Arhivirano 2005-10-27 na Wayback Machine. ‡                                                    |
| 22146 Samaan           | 2000 WM23      | Fida Samaan, ameriška mentorka finalistu na Izzivu kanala Discovery mladim znanstvenikom (Discovery Channel Young Scientist Challenge ali DCYSC) leta 2005 † Arhivirano 2005-10-27 na Wayback Machine. ‡                                                       |
| 22148 Francislee       | 2000 WH46      | Francis Lee, ameriški mentor finalistu na Izzivu kanala Discovery mladim znanstvenikom (Discovery Channel Young Scientist Challenge ali DCYSC) † Arhivirano 2005-10-27 na Wayback Machine. ‡                                                                   |
| 22151 Davebracy        | 2000 WM56      | Dave Bracy, ameriški mentor finalistu na Izzivu kanala Discovery mladim znanstvenikom (Discovery Channel Young Scientist Challenge ali DCYSC) leta 2005 † Arhivirano 2005-10-27 na Wayback Machine. ‡                                                          |
| 22152 Robbennett       | 2000 WG57      | Robbie Bennett, ameriški mentor finalistu na Izzivu kanala Discovery mladim znanstvenikom (Discovery Channel Young Scientist Challenge ali DCYSC) leta 2005 † Arhivirano 2005-10-27 na Wayback Machine. ‡                                                      |
| 22153 Kathbarnhart     | 2000 WT58      | Kathy Barnhart, ameriška mentorka finalistu na Izzivu kanala Discovery mladim znanstvenikom (Discovery Channel Young Scientist Challenge ali DCYSC) leta 2005 † Arhivirano 2005-10-27 na Wayback Machine. ‡                                                    |
| 22155 Marchetti        | 2000 WQ88      | David Marchetti, ameriški mentor finalistu na Izzivu kanala Discovery mladim znanstvenikom (Discovery Channel Young Scientist Challenge ali DCYSC) leta 2005 † Arhivirano 2005-10-27 na Wayback Machine. ‡                                                     |
| 22156 Richoffman       | 2000 WQ94      | Richard Hoffman, ameriški mentor finalistu na Izzivu kanala Discovery mladim znanstvenikom (Discovery Channel Young Scientist Challenge ali DCYSC) leta 2005 † Arhivirano 2005-10-27 na Wayback Machine. ‡                                                     |
| 22157 Bryanhoran       | 2000 WQ99      | Bryan Horan, ameriški mentor finalistu na Izzivu kanala Discovery mladim znanstvenikom (Discovery Channel Young Scientist Challenge ali DCYSC) leta 2005 † Arhivirano 2005-10-27 na Wayback Machine. ‡                                                         |
| 22158 Chee             | 2000 WG101     | Carmelita Chee, ameriška mentorka finalistu na Izzivu kanala Discovery mladim znanstvenikom (Discovery Channel Young Scientist Challenge ali DCYSC) leta 2005 † Arhivirano 2005-10-27 na Wayback Machine. ‡                                                    |
| 22161 Santagata        | 2000 WR123     | William Santagata, ameriški mentor finalistu na Izzivu kanala Discovery mladim znanstvenikom (Discovery Channel Young Scientist Challenge ali DCYSC) † Arhivirano 2005-10-27 na Wayback Machine. ‡                                                             |
| 22162 Leslijohnson     | 2000 WS123     | Leslie Johnson, ameriška mentorka finalistu na Izzivu kanala Discovery mladim znanstvenikom (Discovery Channel Young Scientist Challenge ali DCYSC) leta 2005 † Arhivirano 2005-10-27 na Wayback Machine. ‡                                                    |
| 22165 Kathydouglas     | 2000 WX137     | Kathy Douglas, ameriška mentorka finalistu na Izzivu kanala Discovery mladim znanstvenikom (Discovery Channel Young Scientist Challenge ali DCYSC) leta 2005 † Arhivirano 2005-10-27 na Wayback Machine. ‡                                                     |
| 22167 Lane-Cline       | 2000 WP157     | Amanda Lane-Cline, ameriška mentorka finalistu na Izzivu kanala Discovery mladim znanstvenikom (Discovery Channel Young Scientist Challenge ali DCYSC) leta 2005 † Arhivirano 2005-10-27 na Wayback Machine. ‡                                                 |
| 22168 Weissflog        | 2000 WX158     | Jens Weißflog (rojen 1964), nemški smučarski skakalec † |
| 22171 Choi             | 2000 WK179     | Diane Jeehea Choi, ameriška finalistka na Intelovem iskanju znanstvenih talentov ( Intel Science Talent Search ali ISTS) leta 2006 † |
| 22173 Myersdavis       | 2000 XE25      | Myers Abraham Davis, ameriški finalist na Intelovem iskanju znanstvenih talentov (Intel Science Talent Search ali ISTS) leta 2006 † |
| 22174 Allisonmae       | 2000 XG28      | Allison Mae Gardner, ameriška finalistka na Intelovem iskanju znanstvenih talentov (Intel Science Talent Search ali ISTS) leta 2006 † |
| 22177 Saotome          | 2000 XS38      | Masatoshi Saotome, japonski direktor japonskega vesoljskega foruma (Japan Space Forum) in sodelavec pri izgradnji Središča vesoljske straže Bisei (Bisei Spaceguard Center) †                                                                                  |
| 22185 Štiavnica        | 2000 YV28      | kraj Banská Štiavnica, Slovaška, Unescova svetovna dediščina in rojstni kraj drugega odkritelja † |
| 22199 Klonios          | 4572 P-L       | Klonios, eden izmed štirih Palesgijskih kraljev med trojansko vojno † |
| 22201–22300            |                | |
| 22203 Prothoenor       | 6020 P-L       | Prothoenor, eden izmed beotijskih voditeljev v trojanski vojni, smrtno ga je ranil Polidam * |
| 22222 Hodios           | 3156 T-2       | Hodij, grški junak v trojanski vojni * |
| 22227 Polyxenos        | 5030 T-2       | Poliksen, eden izmed štirih Palesgijskih kraljev med trojansko vojno* |
| 22249 Dvorets Pionerov | 1972 RF2       | Dvorec pionirjev (rusko Дворец пионеров), dvorec v Moskvi, namenjen otroški ustvarjalnosti, osnovan leta 1936 † |
| 22250 Konstfrolov      | 1978 RD2       | Konstantin Vasiljevič Frolov, ruski inženir, član Ruske akademije znanosti † |
| 22254 Vladbarmin       | 1978 TV2       | Vladimir Pavlovič Barmin (1909 – 1993) (rusko Владимир Павлович Бармин), ruski vesoljski strokovnjak † |
| 22260 Ur               | 1979 UR        | mesto Ur, antično mesto v Mezopotamiji (današnji Irak) med Evfratom in Tigrisom † |
| 22263 Pignedoli        | 1980 RC        | * |
| 22276 Belkin           | 1982 UH9       | Anatoly Pavlovich Belkin, ruski slikar † |
| 22278 Protitch         | 1983 RT3       | Milorad B. Protić (1910 – 2001) (srbsko Милорад Б. Протић), srbski astronom † |
| 22291 Heitifer         | 1989 CH5       | * |
| 22294 Simmons          | 1989 SC8       | Michael ("Mike") S. Simmons, ameriški ljubiteljski astronom, ki je pomagal pri organizaciji arhiva fotografskih plošč na 1,2 m Schmidt Oscinovem teleskopu na Observatoriju Palomar † ‡                                                                        |
| 22301–22400            |                | |
| 22312 Kelly            | 1991 GW1       | * |
| 22322 Bodensee         | 1991 RQ4       | Bodensko jezero na Renu * |
| 22338 Janemojo         | 1992 LE        | Morris Jones in njegova žena Jane, oba astronoma. † |
| 22348 Schmeidler       | 1992 SA17      | * |
| 22354 Sposetti         | 1992 UR8       | Stefano Sposetti (rojen 1958), švicarski ljubiteljski astronom † ‡ + |
| 22369 Klinger          | 1993 SE3       | Max Klinger (1857-1920), nemški kipar, slikar in izdelovalec jedkanic † |
| 22370 Italocalvino     | 1993 TJ2       | Italo Calvino (1923 – 1985), italijanski romanopisec * |
| 22401–22500            |                | |
| 22401 Egisto           | 1995 DP3       | Egist, sin Tiesta in njegove hčerke Pelopije iz grške mitologije * |
| 22402 Goshi            | 1995 GN        | * |
| 22403 Manjitludher     | 1995 LK        | Manjit Kaur Ludher, namestnica predsednice Sikhovske ženske zveze (Sikh Women's Awareness Network Society) v Maleziji * |
| 22405 Gavioliremo      | 1995 OB        | Remo Gavioli, italijanski ljubiteljski astronom, član ustanoviteljev Astronomske zveze G. Montanari (Associazione Astronomica G. Montanari) v Cavezzu (Modena), Italija *                                                                                      |
| 22442 Blaha            | 1996 TM9       | John Elmer Blaha, ameriški astronavt † |
| 22450 Nové Hrady       | 1996 VN        | mesto Nové Hrady, južna Češka, blizu češko-avstrijske meje † ‡ |
| 22465 Karelanděl       | 1997 AK18      | Karel Anděl, češki astronom in strokovnjak za selenografijo † |
| 22467 Koharumi         | 1997 BC3       | Kobayashi Harumi, japonski mojster pitja čaja in odkriteljev sodelavec pri opazovanju (ta asteroid je bil odkrit v isti noči kot komet P/1997 B1 (Kobajaši)) †                                                                                                 |
| 22474 Frobenius        | 1997 ED8       | Ferdinand Georg Frobenius (1849 – 1917), nemški matematik* |
| 22489 Yanaka           | 1997 GR24      | * |
| 22495 Fubini           | 1997 JU3       | * |
| 22497 Immanuelfuchs    | 1997 KG        | Lazarus Immanuel Fuchs (1833 – 1902), nemški matematik* |
| 22501–22600            |                | |
| 22503 Thalpius         | 1997 TB12      | Talpij, sin Evrita, vodja eleanskega ladjevja na poti proti Troji in eden izmed junakov iz lesenega konja † |
| 22505 Lewit            | 1997 UF        | * |
| 22512 Cannat           | 1998 BH26      | Guillaume Cannat, francoski znanstveni časnikar in avtor večjega števila knjig, tudi Vodiča po nebu (Guide du ciel) † |
| 22519 Gerardklein      | 1998 EC2       | Gérard Klein, francoski filmski in televizijski igralec † |
| 22527 Gawlik           | 1998 FG20      | Evan Scott Gawlik, ameriški finalist in the 2006 na Intelovem iskanju znanstvenih talentov (Intel Science Talent Search ali ISTS) † |
| 22528 Elysehope        | 1998 FH34      | Elyse Autumn Hope, ameriška finalistka na Intelovem iskanju znanstvenih talentov (Intel Science Talent Search ali ISTS) leta 2006 † |
| 22530 Huynh-Le         | 1998 FY41      | Minh-Phuong Huynh-Le, ameriška finalistka na Intelovem iskanju znanstvenih talentov (Intel Science Talent Search ali ISTS) leta 2006 † |
| 22531 Davidkelley      | 1998 FN43      | David Bruce Kelley, ameriški finalist na Intelovem iskanju znanstvenih talentov (Intel Science Talent Search ali ISTS) leta 2006 † |
| 22533 Krishnan         | 1998 FX47      | Sheela Krishnan, ameriška finalistka na Intelovem iskanju znanstvenih talentov (Intel Science Talent Search ali ISTS) leta 2006 † |
| 22534 Lieblich         | 1998 FF57      | Jerrold Alexander Lieblich, ameriški finalist na Intelovem iskanju znanstvenih talentov (Intel Science Talent Search ali ISTS) leta 2006 † |
| 22536 Katelowry        | 1998 FY61      | Kate Elizabeth Lowry, ameriška finalistka na Intelovem iskanju znanstvenih talentov (Intel Science Talent Search ali ISTS) leta 2006† |
| 22537 Meyerowitz       | 1998 FB62      | Eric Allan Meyerowitz, ameriški finalist na Intelovem iskanju znanstvenih talentov (Intel Science Talent Search ali ISTS) leta 2006 † |
| 22538 Lucasmoller      | 1998 FS63      | Lucas Edward Moller, ameriški na Intelovem iskanju znanstvenih talentov (Intel Science Talent Search ali ISTS) leta 2006 † |
| 22540 Mork             | 1998 FZ67      | Anna Jolene Mork, ameriška finalistka na Intelovem iskanju znanstvenih talentov (Intel Science Talent Search ali ISTS) leta 2006 † |
| 22542 Pendri           | 1998 FG71      | Kiran Reddy Pendri, ameriški finalist na Intelovem iskanju znanstvenih talentov (Intel Science Talent Search ali ISTS) leta 2006 † |
| 22543 Ranjan           | 1998 FA75      | Sukrit Ranjan, ameriški finalist na Intelovem iskanju znanstvenih talentov (Intel Science Talent Search ali ISTS) leta 2006 † |
| 22544 Sarahrapo        | 1998 FL75      | Sarah Kate Rapoport, ameriška finalistka na Intelovem iskanju znanstvenih talentov (Intel Science Talent Search ali ISTS) leta 2006 † |
| 22545 Brittrusso       | 1998 FP77      | Brittany Nicole Russo, ameriška finalistka na Intelovem iskanju znanstvenih talentov (Intel Science Talent Search ali ISTS) leta 2006 † |
| 22546 Schickler        | 1998 FK78      | Carmiel Effron Schickler, ameriški finalist na Intelovem iskanju znanstvenih talentov (Intel Science Talent Search ali ISTS) leta 2006 † |
| 22547 Kimberscott      | 1998 FO78      | Kimberly Megan Scott, ameriška finalistka na Intelovem iskanju znanstvenih talentov (Intel Science Talent Search ali ISTS) leta 2006 † |
| 22550 Jonsellon        | 1998 FK106     | Jonathan Blake Sellon, ameriški finalist na Intelovem iskanju znanstvenih talentov (Intel Science Talent Search ali ISTS) leta 2006 † |
| 22551 Adamsolomon      | 1998 FU110     | Adam Ross Solomon, ameriški finalist na Intelovem iskanju znanstvenih talentov (Intel Science Talent Search ali ISTS) leta 2006 † |
| 22553 Yisun            | 1998 FS116     | Yi Sun, ameriški finalist na Intelovem iskanju znanstvenih talentov (Intel Science Talent Search ali ISTS) leta 2006 † |
| 22554 Shoshanatell     | 1998 FC118     | Shoshana Sophie Rothman Tell, ameriška finalistka na Intelovem iskanju znanstvenih talentov (Intel Science Talent Search ali ISTS) leta 2006 † |
| 22555 Joevellone       | 1998 FU118     | Joseph Daniel Vellone, ameriški finalist na Intelovem iskanju znanstvenih talentov (Intel Science Talent Search ali ISTS) leta 2006 † |
| 22558 Mladen           | 1998 HH3       | Mladen Kolény, starejši, oče prvega odkritelja in Mladen Kolény, mlajši, ki pa je njegov brat † |
| 22561 Miviscardi       | 1998 HX18      | Michael Anthony Viscardi, ameriški finalist in the 2006 na Intelovem iskanju znanstvenih talentov (ISTS) † |
| 22562 Wage             | 1998 HC19      | Nicholas Michael Wage, ameriški finalist na Intelovem iskanju znanstvenih talentov (Intel Science Talent Search ali ISTS) leta 2006 [http://ssd.jpl.nasa.gov/sbdb.cgi?sstr=22562}}                                                                             |
| 22563 Xinwang          | 1998 HQ19      | Xin Wang, ameriška finalistka na Intelovem iskanju znanstvenih talentov (Intel Science Talent Search ali ISTS) leta 2006 † |
| 22564 Jeffreyxing      | 1998 HP29      | Jeffrey Chunlong Xing, ameriški finalist na Intelovem iskanju znanstvenih talentov (Intel Science Talent Search ali ISTS) leta 2006 † |
| 22566 Irazaitseva      | 1998 HY31      | Irina Vladimirovna Zaitseva, ameriška finalistka na Intelovem iskanju znanstvenih talentov (Intel Science Talent Search ali ISTS) leta 2006 † |
| 22567 Zenisek          | 1998 HK33      | Sergio-Francis Mellejor Zenisek, ameriški finalist na Intelovem iskanju znanstvenih talentov (Intel Science Talent Search ali ISTS) leta 2006 † |
| 22570 Harleyzhang      | 1998 HN38      | Harley Huiyu Zhang, ameriški finalist na Intelovem iskanju znanstvenih talentov (Intel Science Talent Search ali ISTS) leta 2006 † |
| 22571 Letianzhang      | 1998 HA39      | Letian Zhang, ameriški finalist na Intelovem iskanju znanstvenih talentov (Intel Science Talent Search ali ISTS) leta 2006 † |
| 22572 Yuanzhang        | 1998 HJ39      | Yuan Zhang, ameriška finalistka na Intelovem iskanju znanstvenih talentov (Intel Science Talent Search ali ISTS) leta 2006 † |
| 22573 Johnzhou         | 1998 HY43      | John Cong Zhou, ameriški finalist na Intelovem iskanju znanstvenih talentov (Intel Science Talent Search ali ISTS) leta 2006 † |
| 22575 Jayallen         | 1998 HC46      | Jay Allen, ameriški mentor finalista na Intelovem iskanju znanstvenih talentov (Intel Science Talent Search ali ISTS)leta 2006† |
| 22579 Marcyeager       | 1998 HO62      | Marcy Eager, ameriška mentorka finalista na Intelovem iskanju znanstvenih talentov (Intel Science Talent Search ali ISTS) leta 2006 † |
| 22580 Kenkaplan        | 1998 HB67      | Kenneth Kaplan, ameriški mentor finalista na Intelovem iskanju znanstvenih talentov (Intel Science Talent Search ali ISTS) leta 2006 † |
| 22581 Rosahemphill     | 1998 HH77      | Rosa Hemphill, ameriška mentorka finalista na Intelovem iskanju znanstvenih talentov (Intel Science Talent Search ali ISTS) leta 2006 † |
| 22582 Patmiller        | 1998 HD82      | Patricia Miller, ameriški mentorka finalista na Intelovem iskanju znanstvenih talentov (Intel Science Talent Search ali ISTS) leta 2006 † |
| 22583 Metzler          | 1998 HL86      | William Metzler, ameriški mentor finalista na Intelovem iskanju znanstvenih talentov (Intel Science Talent Search ali ISTS) leta 2006 † |
| 22584 Winigleason      | 1998 HP88      | Winifred Gleason, ameriška mentorka finalista na Intelovem iskanju znanstvenih talentov (Intel Science Talent Search ali ISTS) leta 2006 † |
| 22586 Shellyhynes      | 1998 HC96      | Shelly Hynes, ameriška mentorka finalista na Intelovem iskanju znanstvenih talentov (Intel Science Talent Search ali ISTS) leta 2006 † |
| 22587 McKennon         | 1998 HB99      | Blanche McKennon, ameriška mentorka finalista na Intelovem iskanju znanstvenih talentov (Intel Science Talent Search ali ISTS) leta 2006 † |
| 22589 Minor            | 1998 HY100     | Tom Minor, ameriški mentor finalista na Intelovem iskanju znanstvenih talentov (Intel Science Talent Search ali ISTS) leta 2006 † |
| 22594 Stoops           | 1998 HT107     | Tracy Stoops, ameriška mentorka finalista na Intelovem iskanju znanstvenih talentov (Intel Science Talent Search ali ISTS) leta 2006 † |
| 22596 Kathwallace      | 1998 HB114     | Kathleen Wallace, ameriška mentorka finalista na Intelovem iskanju znanstvenih talentov (Intel Science Talent Search ali ISTS) leta 2006 † |
| 22597 Lynzielinski     | 1998 HM117     | Lynne Zielinski, ameriška mentorka finalista na Intelovem iskanju znanstvenih talentov (Intel Science Talent Search ali ISTS) leta 2006 † |
| 22598 Francespearl     | 1998 HO117     | Frances Pearlmutter, ameriška mentorka finalista na Intelovem iskanju znanstvenih talentov (Intel Science Talent Search ali ISTS) leta 2006 † |
| 22599 Heatherhall      | 1998 HR122     | Heather Hall, ameriška mentorka finalista na Intelovem iskanju znanstvenih talentov (Intel Science Talent Search ali ISTS) leta 2006 † |
| 22601–22700            |                | |
| 22603 Davidoconnor     | 1998 HK133     | David O'Connor, ameriški mentor finalista na Intelovem iskanju znanstvenih talentov (Intel Science Talent Search ali ISTS) leta 2006 † |
| 22605 Steverumsey      | 1998 HH147     | Stephen Rumsey, ameriški mentor finalista na Intelovem iskanju znanstvenih talentov (Intel Science Talent Search ali ISTS) leta 2006 † |
| 22611 Galerkin         | 1998 KB        | Boris Galerkin (rusko Бори́с Григо́рьевич Галёркин) (1871 – 1945), ruski inženir in matematik* |
| 22618 Silva Nortica    | 1998 KK9       | Silva Nortica, "Severni gozd", latinsko ime za področje na meji med južno Bohemijo in Spodnjo Avstrijo † |
| 22619 Ajscheetz        | 1998 KJ10      | Alfred J. Scheetz, ameriški mentor finalista na Intelovem iskanju znanstvenih talentov (Intel Science Talent Search ali ISTS) leta 2006 † |
| 22621 Larrybartel      | 1998 KO28      | Larry Bartel, ameriški mentor finalista na Intelovem iskanju znanstvenih talentov (Intel Science Talent Search ali ISTS) leta 2006 † |
| 22622 Strong           | 1998 KV32      | Joshua Strong, ameriški mentor finalista na Intelovem iskanju znanstvenih talentov (Intel Science Talent Search ali ISTS) leta 2006 † |
| 22623 Fisico           | 1998 KR34      | Misael Fisico, ameriški mentor finalista na Intelovem iskanju znanstvenih talentov (Intel Science Talent Search ali ISTS) leta 2006 † |
| 22625 Kanipe           | 1998 KB36      | Linda Kanipe, ameriška mentorka finalista na Intelovem iskanju znanstvenih talentov (Intel Science Talent Search ali ISTS) leta 2006 † |
| 22626 Jengordinier     | 1998 KS37      | Jennifer Gordinier, ameriška mentorka finalista na Intelovem iskanju znanstvenih talentov (Intel Science Talent Search ali ISTS) leta 2006 † |
| 22627 Aviscardi        | 1998 KM39      | Anthony Viscardi, ameriški mentor finalista na Intelovem iskanju znanstvenih talentov (Intel Science Talent Search ali ISTS) leta 2006 † |
| 22628 Michaelallen     | 1998 KV39      | Michael Allen, ameriški mentor finalista na Intelovem iskanju znanstvenih talentov (Intel Science Talent Search ali ISTS) leta 2006 † |
| 22630 Wallmuth         | 1998 KH45      | Joanne Wallmuth, ameriška mentorka finalista na Intelovem iskanju znanstvenih talentov (Intel Science Talent Search ali ISTS) leta 2006 † |
| 22631 Dillard          | 1998 KV47      | Linda Dillard, ameriška mentorka finalista na Intelovem iskanju znanstvenih talentov (Intel Science Talent Search ali ISTS) leta 2006 † |
| 22632 DiNovis          | 1998 KG64      | Joanne DiNovis, ameriška mentorka finalista na Intelovem iskanju znanstvenih talentov (Intel Science Talent Search ali ISTS) leta 2006 † |
| 22633 Fazio            | 1998 KK64      | Marc Fazio, ameriški mentor finalista na Intelovem iskanju znanstvenih talentov (Intel Science Talent Search ali ISTS) leta 2006 † |
| 22644 Matejbel         | 1998 OZ4       | Matej Bel, slovaški poznavalec različnih ved (polimat) * |
| 22692 Carfrekahl       | 1998 QE99      | Caroline in Frederikke Kahl, vnukinji danskega astronoma Leifa Kahla Kristensena, prijatelja odkritelja (pozneje sta bila člana komisije štev. 20, ki je zadolžena za Položaje in gibanje asteroidov, kometov in satelitov pri Mednarodni astronomski zvezi) † |
| 22694 Tyndall          | 1998 QF104     | John Tyndall (1820 – 1893) , irski fizik † |
| 22697 Mánek            | 1998 RM        | * |
| 22701–22800            |                | |
| 22740 Rayleigh         | 1998 SX146     | John William Strutt Rayleigh (1842 – 1919), angleški fizik, plemič in nobelovec † |
| 22769 Aurelianora      | 1999 BD4       | Aurelia in Nora Sposetti, hčerki odkritelja † |
| 22791 Twarog           | 1999 LL7       | Bruce A. Twarog, ameriški astronom* |
| 22801–22900            |                | |
| 22824 von Neumann      | 1999 RP38      | John von Neumann (Neumann János) (1903 – 1957), na Madžarskem rojen ameriški matematik † Arhivirano 2004-10-28 na Wayback Machine. |
| 22870 Rosing           | 1999 RO193     | * |
| 22898 Falce            | 1999 TF12      | Falce, italijanski izraz za "kosa", vzdevek Renata Conedere, tasta odkritelja † |
| 22900 Trudie           | 1999 TW14      | * |
| 22901–23000            |                | |
| 22901 Ivanbella        | 1999 TY15      | Ivan Bella, slovaški kozmonavt * |
| 22905 Liciniotoso      | 1999 TO19      | Licinio Toso, stari oče Alberta Tosa, enega izmed odkriteljev † |
| 22908 Bayefsky-Anand   | 1999 TK27      | Sarah Dana Bayefsky-Anand, ameriška finalistka in the 2007 na Intelovem iskanju znanstvenih talentov (Intel Science Talent Search ali ISTS) † |
| 22909 Gongmyunglee     | 1999 TJ28      | Gongmyung Lee, ameriški finalist na Intelovem iskanju znanstvenih talentov (Intel Science Talent Search ali ISTS) leta 2007 † |
| 22910 Ruiwang          | 1999 TM30      | Rui Wang, ameriška finalistka na Intelovem iskanju znanstvenih talentov (Intel Science Talent Search ali ISTS) leta 2007 † |
| 22911 Johnpardon       | 1999 TX30      | John Vincent Pardon, ameriški finalist na Intelovem iskanju znanstvenih talentov (Intel Science Talent Search ali ISTS) leta 2007 † |
| 22912 Noraxu           | 1999 TF31      | Nora Xu, ameriški finalist na Intelovem iskanju znanstvenih talentov (Intel Science Talent Search ali ISTS) leta 2007 † |
| 22913 Brockman         | 1999 TO32      | Gregory Drew Brockman, ameriški finalist na Intelovem iskanju znanstvenih talentov (Intel Science Talent Search ali ISTS) leta 2007 † |
| 22919 Shuwan           | 1999 TR91      | Shu Wan, ameriški finalist na Intelovem iskanju znanstvenih talentov (Intel Science Talent Search ali ISTS) leta 2007 † |
| 22920 Kaitduncan       | 1999 TF94      | Kaitlin Duncan, ameriška finalistka na Intelovem iskanju znanstvenih talentov (Intel Science Talent Search ali ISTS) leta 2007 † |
| 22921 Siyuanliu        | 1999 TG95      | Siyuan Liu, ameriški finalist na Intelovem iskanju znanstvenih talentov (Intel Science Talent Search ali ISTS) leta 2007 † |
| 22922 Sophiecai        | 1999 TF97      | Sophie Cai, ameriška finalistka na Intelovem iskanju znanstvenih talentov (Intel Science Talent Search ali ISTS) leta 2007 † |
| 22923 Kathrynblair     | 1999 TM97      | Kathryn Blair Friedman, ameriška finalistka na Intelovem iskanju znanstvenih talentov (Intel Science Talent Search ali ISTS) leta 2007 † |
| 22924 Deshpande        | 1999 TH101     | Neha Anil Deshpande, ameriška finalistka na Intelovem iskanju znanstvenih talentov (Intel Science Talent Search ali ISTS) leta 2007 † |
| 22927 Blewett          | 1999 TW110     | Megan Marie Blewett, ameriška finalistka na Intelovem iskanju znanstvenih talentov (Intel Science Talent Search ali ISTS) leta 2007 † |
| 22928 Templehe         | 1999 TS111     | Temple Mu He, ameriški finalist na Intelovem iskanju znanstvenih talentov (Intel Science Talent Search ali ISTS) leta 2007 † |
| 22929 Seanwahl         | 1999 TL126     | Sean Matthew Wahl, ameriški finalist na Intelovem iskanju znanstvenih talentov (Intel Science Talent Search ali ISTS) leta 2007 † |
| 22932 Orenbrecher      | 1999 TU136     | Oren Brecher, ameriški finalist na Intelovem iskanju znanstvenih talentov (Intel Science Talent Search ali ISTS) leta 2007 † |
| 22933 Mareverett       | 1999 TZ141     | Marshall Bradley Everett, ameriški finalist na Intelovem iskanju znanstvenih talentov (Intel Science Talent Search ali ISTS) leta 2007 † |
| 22936 Ricmccutchen     | 1999 TR172     | Richard Matthew McCutchen, ameriški finalist na Intelovem iskanju znanstvenih talentov (Intel Science Talent Search ali ISTS) leta 2007 † |
| 22937 Nataliavella     | 1999 TZ172     | Natalie Avella Cameron, ameriška finalistka na Intelovem iskanju znanstvenih talentov (Intel Science Talent Search ali ISTS) leta 2007 † |
| 22938 Brilawrence      | 1999 TS173     | Brian Robert Lawrence, ameriški finalist na Intelovem iskanju znanstvenih talentov (Intel Science Talent Search ali ISTS) leta 2007 † |
| 22939 Handlin          | 1999 TU173     | Daniel Adam Handlin, ameriški finalist na Intelovem iskanju znanstvenih talentov (Intel Science Talent Search ali ISTS) leta 2007 † |
| 22940 Chyan            | 1999 TF178     | Yieu Chyan, ameriški finalist na Intelovem iskanju znanstvenih talentov (Intel Science Talent Search ali ISTS) leta 2007 † |
| 22942 Alexacourtis     | 1999 TZ205     | Alexandra Maria Courtis, ameriška finalistka na Intelovem iskanju znanstvenih talentov (Intel Science Talent Search ali ISTS) leta 2007 † |
| 22944 Sarahmarzen      | 1999 TB216     | Sarah Elizabeth Marzen, ameriška finalistka na Intelovem iskanju znanstvenih talentov (Intel Science Talent Search ali ISTS) leta 2007 † |
| 22945 Schikowski       | 1999 TY216     | Erin Marie Schikowski, ameriška finalistka na Intelovem iskanju znanstvenih talentov (Intel Science Talent Search ali ISTS) leta 2007 † |
| 22947 Carolsuh         | 1999 TW218     | Carol Yoon Joo Suh, ameriška finalistka na Intelovem iskanju znanstvenih talentov (Intel Science Talent Search ali ISTS) leta 2007 † |
| 22957 Vaintrob         | 1999 TR270     | Dmitry Vaintrob, ameriški finalist na Intelovem iskanju znanstvenih talentov (Intel Science Talent Search ali ISTS) leta 2007 † |
| 22958 Rohatgi          | 1999 TC288     | Abhinav Rohatgi, ameriški finalist na Intelovem iskanju znanstvenih talentov (Intel Science Talent Search ali ISTS) leta 2007 † |
| 22978 Nyrölä           | 1999 VO24      | Observatorij Nyrölän (finsko Observatorio Nyrölän ), Finska * |
| 22981 Katz             | 1999 VN30      | Daniel Scott Katz, ameriški finalist in the 2007 na Intelovem iskanju znanstvenih talentov (Intel Science Talent Search ali ISTS) leta 2007 † |
| 22982 Emmacall         | 1999 VB31      | Emma Call, ameriška finalistka na Intelovem iskanju znanstvenih talentov (Intel Science Talent Search ali ISTS) leta 2007 † |
| 22983 Schlingheyde     | 1999 VY34      | Catherine Schlingheyde, ameriška finalistka na Intelovem iskanju znanstvenih talentov (Intel Science Talent Search ali ISTS) leta 2007 † |
| 22987 Rebeckaufman     | 1999 VO53      | Rebecca Lynn Kaufman, ameriška finalistka na Intelovem iskanju znanstvenih talentov (Intel Science Talent Search ali ISTS) leta 2007 † |
| 22988 Jimmyhom         | 1999 VN58      | Jimmy Hom, ameriški finalist na Intelovem iskanju znanstvenih talentov (Intel Science Talent Search ali ISTS) leta 2007 † |
| 22989 Loriskopp        | 1999 VY61      | Lori Skopp, ameriška mentorka finalista na Intelovem iskanju znanstvenih talentov (Intel Science Talent Search ali ISTS) leta 2007 † |
| 22990 Mattbrenner      | 1999 VA62      | Matthew Brenner, ameriški mentor finalista na Intelovem iskanju znanstvenih talentov (Intel Science Talent Search ali ISTS) leta 2007 † |
| 22991 Jeffreyklus      | 1999 VX62      | Jeffrey Klus, ameriški mentor finalista na Intelovem iskanju znanstvenih talentov (Intel Science Talent Search ali ISTS) leta 2007 † |
| 22992 Susansmith       | 1999 VR65      | Susan Smith, ameriška mentorka finalista na Intelovem iskanju znanstvenih talentov (Intel Science Talent Search ali ISTS) leta 2007 † |
| 22993 Aferrari         | 1999 VX65      | Andrew Ferrari, ameriški mentor finalista na Intelovem iskanju znanstvenih talentov (Intel Science Talent Search ali ISTS) leta 2007 † |
| 22994 Workman          | 1999 VH66      | David Workman, ameriški mentor finalista na Intelovem iskanju znanstvenih talentov (Intel Science Talent Search ali ISTS) leta 2007 † |
| 22995 Allenjanes       | 1999 VM67      | Allen Janes, ameriški mentor finalista na Intelovem iskanju znanstvenih talentov (Intel Science Talent Search ali ISTS) leta 2007 † |
| 22996 De Boo           | 1999 VP70      | Edward de Boo, ameriški mentor finalista na Intelovem iskanju znanstvenih talentov (Intel Science Talent Search ali ISTS) leta 2007 † |
| 22998 Waltimyer        | 1999 VY70      | David Waltimyer, ameriški mentor finalista na Intelovem iskanju znanstvenih talentov (Intel Science Talent Search ali ISTS) leta 2007 † |
| 22999 Irizarry         | 1999 VS81      | Carmen Irizarry, ameriška mentorka finalista na Intelovem iskanju znanstvenih talentov (Intel Science Talent Search ali ISTS) leta 2007 † |

| Predhodnik: 21001–22000 | Pomeni imen asteroidov Seznam asteroidov (22001-22250) Seznam asteroidov (22251-22500) Seznam asteroidov (22501-22750) Seznam asteroidov (22751-23000) | Naslednik: 23001–24000 |